# Polytechnischer Unterricht

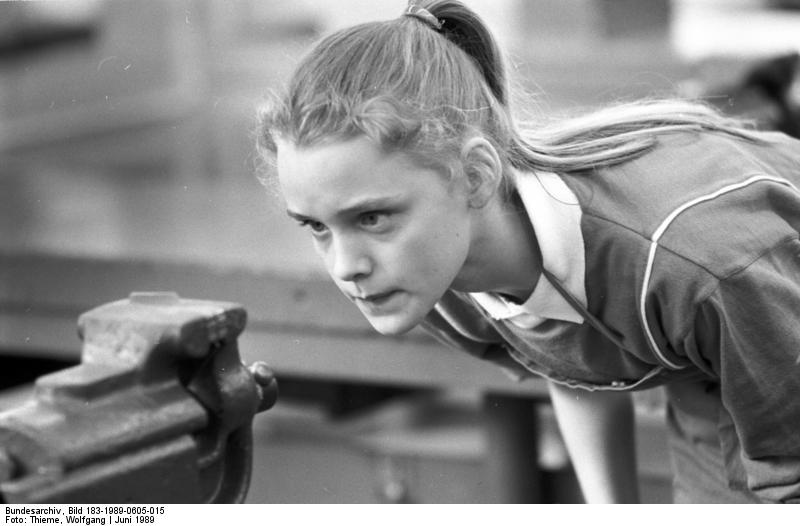
Polytechnischer Unterricht in Karl-Marx-Stadt (1989)

Der polytechnische Unterricht war ein Pfeiler im Bildungssystem in der DDR. Nach ihm benannt ist die Polytechnische Oberschule (POS). Als Schultyp am weitesten verbreitet, vermittelte sie eine zehnjährige Ausbildung mit praktischen Unterrichtsanteilen. Der Begriff wurde geprägt von Henry Holmes Belfield, der 1883 die Chicago Manual Training School eröffnete. Er fand das Interesse von John Dewey, der Learning by doing befürwortete. Auch für die Bildung in der Sowjetunion war er ein zentrales Element.

## Historischer Hintergrund

### Sowjetunion
Der polytechnische Unterricht war ein Hauptelement der kommunistischen Bildungsreform nach der russischen Oktoberrevolution. Hinter ihm stand die Ehefrau Lenins, Nadeschda Krupskaja, die ab 1917 eine leitende Funktion beim Volkskommissariat für Bildung einnahm. Häufig wurde aber einfach Handarbeit oder Produktionstätigkeit ohne pädagogischen Wert praktiziert, so dass die Lehrer sich gegen dieses Fach wehrten. Wegen unzureichender Voraussetzungen in den Schulen wurde selbst das Fach Werken 1937 unter Stalin abgeschafft, der auf eine autoritäre Lernschule setzte. Weil dieser Unterricht aber so eng zur kommunistischen Schulkonzeption mit der Verbindung von Lernen und Arbeiten gehörte, kehrte er nach Stalin wieder zurück. 1954 und 1955 wurden neue Stundentafeln und Lehrpläne für die allgemeinbildenden Schulen eingeführt, in denen wieder Elemente des polytechnischen Unterrichts enthalten waren (Werkunterricht in den Klassen 1–4, praktische Arbeiten in Schulwerkstätten und Schulgärten in der 5.–7. Klasse sowie Praktika zur Maschinenkunde, Elektrotechnik und Landwirtschaft in der 8.–10. Klasse). Zweck war die  „Verbindung der Schule mit dem Leben“. Chruschtschow bemängelte auf dem XX. Parteitag der KPdSU im Februar 1956, dass „der Unterricht nicht lebensnah genug ist, daß die Absolventen der Schule nur ungenügend auf eine praktische Tätigkeit vorbereitet sind. Man muß schneller von Worten zu Taten übergehen.“

### DDR
In Deutschland geht der polytechnische Unterricht auf reformpädagogische Unterrichtsansätze zurück, die bspw. nach 1918 vom Bund Entschiedener Schulreformer mit Konzepten zur Arbeitsschule oder Produktionsschule gefordert wurden und an einigen freien Schulen schon seit langem praktiziert werden.
Die „Polytechnisierung“, die ab Ende der 1950er Jahre in der DDR einsetzte, beeinflusste nicht nur die Schulbildung. So war es unter anderem ein Ziel der Regierung, eine „sozialistische Persönlichkeit“ zu formen, die bereits im Kindesalter mit den Prinzipien der Arbeit und der Lebensweise der arbeitenden Bevölkerung vertraut werden sollte. „Achtung vor der Arbeit“ war unter anderem eines der Hauptprinzipien zur Ausformung der sozialistischen Persönlichkeit, welche im Bewusstsein über sich selbst und die Gemeinschaft handelt. Patenbrigaden betreuten bereits Kindergärten.
Der polytechnische Unterricht wurde 1959 offiziell eingeführt. 1965 wurde die Polytechnische Oberschule gesetzlich als Pflichtschule der Klassen 1 bis 10 festgeschrieben. Bis zum Ende des Staates 1989 existierte sie ohne große Strukturänderungen.
In der gegenwärtigen Schule zielen die schulische Berufsvorbereitung und Berufspraktika auf die Berufswahl, ohne dass aber dahinter eine Theorie der Persönlichkeitsbildung steht.

## Inhalte

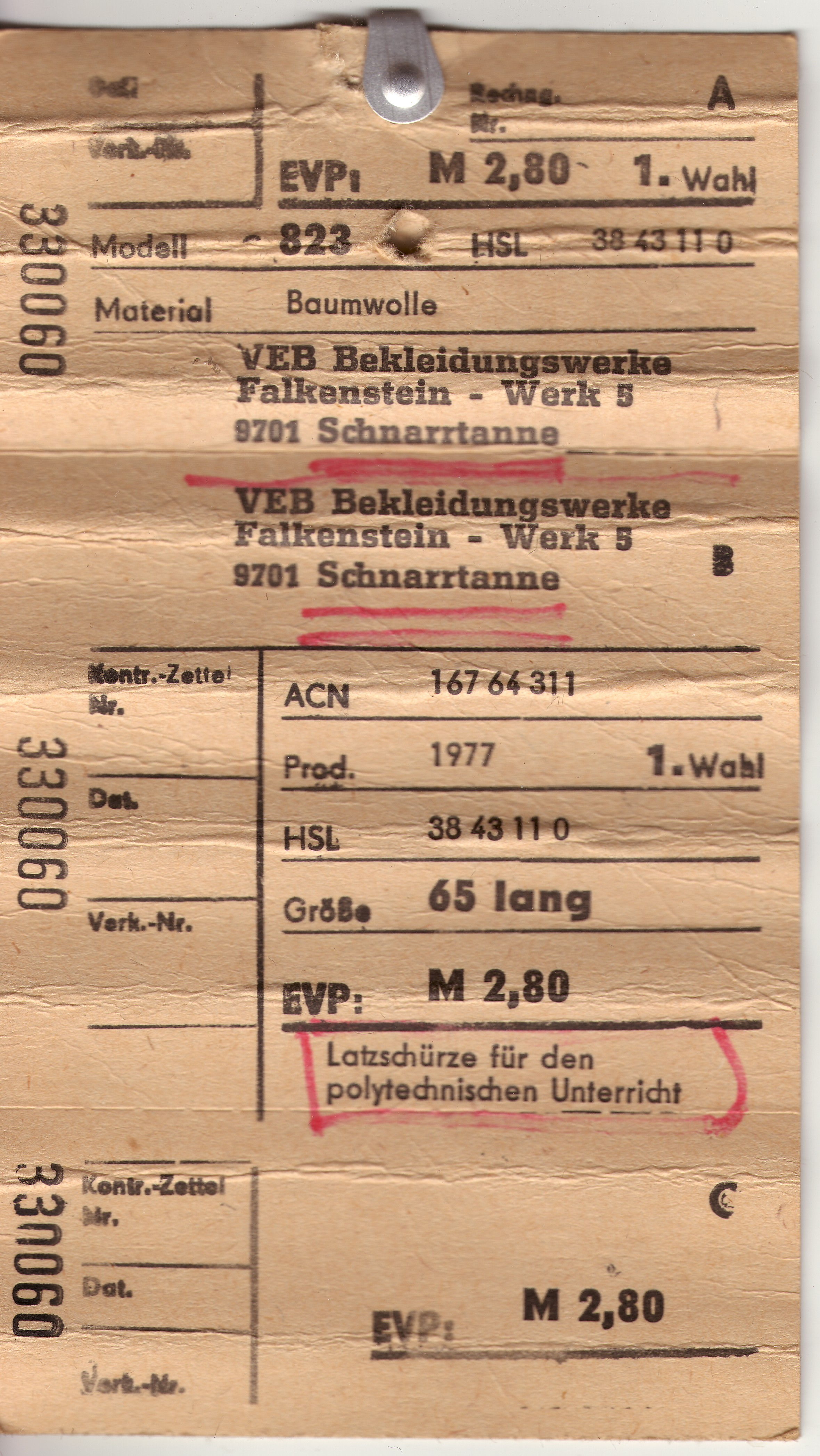
Latzschürze für den polytechnischen Unterricht zum subventionierten Preis von M 2,80

Der polytechnische Unterricht umfasste alle Klassenstufen. In der Unterstufe (Klassen 1 bis 6) zeichnete er sich durch den Werkunterricht und Schulgarten-Unterricht aus. Ziel war es, den Schülern die theoretischen, aber auch praktischen Aspekte der produktiven Arbeit nahezubringen.
In den Klassenstufen 7 bis 10 kam es dann zu einer aktiven Teilnahme an der DDR-Produktion. Folgende Unterrichtsfächer standen auf dem Plan:
- Einführung in die sozialistische Produktion (ESP) – Klassen 7–10
- Technisches Zeichnen (TZ) – Klassen 7–8
- Produktive Arbeit (PA), bis 1970 Unterrichtstag in der sozialistischen Produktion (UTP) – Klassen 7–10

Vorgesehen war, dass der polytechnische Unterricht nach Möglichkeit in der 10. Klasse mit einem Lehrgang Elektrotechnik abschloss. Obligatorisch sollte der polytechnische Unterricht in den EOS-Klassen 11 und 12 mit jeweils vier Wochenstunden als Wissenschaftlich-praktische Arbeit durchgeführt werden.

## Zitat
Der zurückgelegte Weg. Aus einem Aufsatz N. K. Krupskajas vom November 1932:
Im Jahre 1919 wurde das Parteiprogramm angenommen, in dem klar zum Ausdrucke kam, daß die Sowjetschule eine polytechnische Schule werden muß, die in Theorie und Praxis mit allen Hauptproduktionszweigen vertraut macht, einen engen Zusammenhang des Unterrichts mit der produktiven Arbeit herstellt und allseitig entwickelte Mitglieder der kommunistischen Gesellschaft heranbildet. [...] In den Jahren 1919 bis 1920 standen jedoch die Fabriken und Betriebe still, und die Verbindung mit der Produktion war sehr problematisch. Die produktive Arbeit, die man einführte, hatte hauptsächlich den Charakter handwerklicher Arbeit. [...] Das Bedürfnis, unsere Schule in eine polytechnische Arbeitsschule zu verwandeln war sehr dringend. Aus den pädagogischen Zeitschriften nahm diese Frage ihren Weg in die Fabriken und Betriebe und begann die Aufmerksamkeit der Öffentlichkeit auf sich zu ziehen. Im August 1930 fand ein Kongreß für polytechnische Bildung statt. [...] Es zeigte sich, daß Schulpolitik und Schulpraxis weitgehend von den „linken“ Theorien vom „Absterben der Schule“ und der „Projektmethode“ angesteckt waren, als man das systematische Lernen mit einzelnen sozialistischen „Arbeits“-Aufgaben vertauschte. Wirtschaftler sahen zeitweilig in der Schule einen Lieferanten von unentgeltlichen Arbeitern, wogegen die Schule nicht immer und überall Widerstand zu leisten vermochte. Die Arbeit der Kinder wurde auf diese Weise den Zielen der Wirtschaft und nicht denen des Unterrichts und der Erziehung untergeordnet. [...] Im Grunde genommen kam es zu keiner Verbindung zwischen dem Unterricht und der produktiven Arbeit, sondern es entstanden ein unglaublicher Wirrwarr und eine Desorganisation des Unterrichts...